# بدرود فیلیپین
بدرود فیلیپین (انگلیسی: Adieu Philippine) فیلمی در ژانر کمدی به کارگردانی ژاک روزیه است که در سال ۱۹۶۲ منتشر شد. از بازیگران آن می‌توان به ویتوریو کاپریولی اشاره کرد.